# Гановер (Вісконсин)
Гановер (англ. Hanover) — переписна місцевість (CDP) в США, в окрузі Рок штату Вісконсин. Населення — 179 осіб (2020).

## Географія
Гановер розташований за координатами 42°38′20″ пн. ш. 89°10′16″ зх. д. / 42.63889° пн. ш. 89.17111° зх. д. (42.638926, -89.171209).  За даними Бюро перепису населення США в 2010 році переписна місцевість мала площу 1,49 км², уся площа — суходіл.

## Демографія
Згідно з переписом 2010 року, у переписній місцевості мешкала 181 особа в 69 домогосподарствах у складі 50 родин. Густота населення становила 122 особи/км².  Було 75 помешкань (50/км²).
Расовий склад населення:
| - 98,9 % — білих - 0,6 % — корінних американців |

До двох чи більше рас належало 0,0 %. Частка іспаномовних становила 1,1 % від усіх жителів.
За віковим діапазоном населення розподілялося таким чином: 26,0 % — особи молодші 18 років, 63,0 % — особи у віці 18—64 років, 11,0 % — особи у віці 65 років та старші. Медіана віку мешканця становила 40,9 року. На 100 осіб жіночої статі у переписній місцевості припадало 108,0 чоловіків;  на 100 жінок у віці від 18 років та старших — 106,2 чоловіків також старших 18 років.
Середній дохід на одне домашнє господарство  становив 56 112 долари США (медіана — 59 271), а середній дохід на одну сім'ю — 58 474 долари (медіана — 59 167). 
Цивільне працевлаштоване населення становило 103 особи. Основні галузі зайнятості: транспорт — 25,2 %, освіта, охорона здоров'я та соціальна допомога — 19,4 %, виробництво — 16,5 %.